# Jakob Bernoulli
Jakob Bernoulli (født 27. december 1654, død 16. august 1705) var schweizisk matematiker. Han studerede først teologi, men dyrkede desuden astronomi og matematik, der fængslede ham mere og mere. Fra 1687 til sin død var han professor i matematik i Basel.
Både han og den yngre bror Johann Bernoulli, hvis første matematiskundervisning han ledede, kastede sig med iver over de nye matematiske discipliner, differential- og integralregning, hvis grundlag var blevet givet af Gottfried Wilhelm von Leibniz i 1684 og de følgende år, og udviklede dem meget.
Den gamle skik, at matematikerne forelagde hinanden problemer, kom op igen og fremkaldte en række opgaver og besvarelser fra brødrene, særlig vedrørende ovennævnte videnskabers anvendelse på geometri og mekanik. Således blev kædelinien, brændlinier, brakystokronen og isokronen afdækket og beskrevet; Jakob Bernoulli behandlede isoperimetriske kurver, der indeholder spiren til
variationsregningen, undersøgte videre de loxodrome kurver, spiralerne m.m.
Bernoullitallene, der er fundet af Jakob Bernoulli, forekommer f.eks. i de formler, der udtrykker et bestemt integral ved en sum. Bernoullis Ars conjectandi indeholder et grundlag for sandsynlighedsregningen.
En strid fremkaldt af videnskabelig jalousi adskilte brødrene i de sidste 9-10 år af Jakob Bernoullis liv.
På sin gravsten ønskede han indhugget den logaritmiske spiral og ordene: Eadem mutata resurgo ("Skønt forandret vil jeg genopstå som den samme"); han beundrede nemlig denne kurve, fordi de afledte kurver (evolutten m.m.) er af samme art. Desværre blev det dog en Archimedes' spiral der faktisk blev indhugget.
Brødrenes afhandlinger findes for en stor del i den tyske journal Acta Eruditorum (Leipzig) og den franske Journal des Savants. En samling af Jakob Bernoullis skrifter blev 1744 udgivet af G. Cramer i Geneve.